# 南昆州
南昆州，中国唐朝设置的州。
唐高祖武德四年（621年）置昆州，治所在马平县（今广西柳州市）。同年又改为南昆州。下辖马平县、新平县（今广西柳江县拉堡镇新兴村）、修德县（今广西来宾市寺山乡）、乐沙县、贺水县。辖境相当今柳州市、柳江县、象州县等地。武德八年（625年），贺水县改属澄州，唐太宗贞观七年（633年）龙城县来属，合并乐沙县。贞观八年（634年）改南昆州为柳州。
南昆州刺史
- 沈逊（623年）